# Katedra w Bergamo
Katedra w Bergamo – świątynia znajdująca się w Città Alta (Miasto Górne), w Bergamo, przy Piazza del Duomo. Od 1689 poświęcona jest św. Aleksandrowi męczennikowi, patronowi miasta, gdyż w 1561, na skutek budowy murów miejskich została zburzona katedra pod tym samym wezwaniem, stojąca w innym miejscu. Kościół stojący wcześniej na miejscu dzisiejszej katedry był pod wezwaniem św. Wincentego.

## Historia
Katedra została zbudowana na miejscu, gdzie wcześniej, prawdopodobnie już w epoce Longobardów, wznosił się kościół św. Wincentego. W średniowieczu Bergamo miało dwie katedry: św. Aleksandra i św. Wincentego. Sytuacja ta znana jest już w IX w. Istnienie dwóch katedr było przyczyną waśni między dwiema kapitułami. Problem rozwiązali Wenecjanie, którzy w 1561 zburzyli kościół św. Aleksandra, a w tym miejscu wznieśli mury obronne. W połowie XV w. biskup Giovanni Barozzi powierzył zaprojektowanie nowego kościoła architektowi Antonio di Pietro Averlino, zwanemu Filarete.
Na początku XVII w. biskup Giovanni Emo połączył dwie kapituły, a biskup św. Grzegorz Barbarigo otrzymał od papieża Innocentego XI w bulli Exponi nobis z 18 sierpnia 1697 decyzję o tym, że w Bergamo będzie jedna katedra pod wezwaniem św. Aleksandra i że będzie nią kościół, który wcześniej był pod wezwaniem św. Wincentego. Miała też istnieć tylko jedna kapituła. W 1689 świątynia została przebudowana pod kierunkiem Carlo Fontany. Została wtedy podwyższona kopuła i przedłużona absyda
Kościół był też przebudowywany w XIX w. Dotyczyło to kopuły, dzwonnicy i wystroju wnętrza. Przebudowy kopuły dokonał w latach 1851–1853 architekt Ferdinando Crivelli. Na jej szczycie wznosi się statua św. Aleksandra. Z tego okresu pochodzi też fasada, która została zainaugurowana 26 sierpnia 1889, w święto św. Aleksandra.
26 sierpnia 2008 bp Roberto Amadei poświęcił ołtarz, którego przebudowa zaczęła się w 2004.

## Wnętrze
Kościół jest jednonawowy, zbudowany na planie krzyża łacińskiego. W nawie znajduje się sześć kaplic. Z prawej strony przylega do nawy głównej Kaplica św. Wincentego i bł. Jana XXIII. W krypcie pod prezbiterium znajduje się miejsce pochówku biskupów Bergamo.

### Kaplica św. Benedykta
Pierwsza kaplica z prawej strony poświęcona jest św. Benedyktowi. Jej wystrój świątynia zawdzięcza papieżowi Benedyktowi XII, który chciał w ten sposób wyrazić gest przebaczenia względem ludu Bergamo, który wcześniej, w. 1340, popierał antypapieża Mikołaja V. Nastawa ołtarzowa zrobiona na zamówienie podesty Girolamo Barbarigo w 1523, jest autorstwa malarza Andrea Previtaliego, będącego pod silnym wpływem malarstwa weneckiego. Obraz przedstawia św. Benedykta siedzącego na tronie papieskim i ubranego w szaty pontyfikalne. Prawdopodobnie jest to aluzja do osoby Benedykta XII. Po jego bokach stoją święci Bonawentura i Ludwik z Tuluzy. W obrazach predelli znajdujemy malarski opis historycznego spotkania delegacji mieszkańców miasta z papieżem. W 1764–1765 architekt Filippo Alessandri i rzeźbiarz Bartolomeo Manni wykonali mensę ołtarzową i stylobat. Dwie marmurowe figury, przedstawiające apostołów Filipa i Szymona, są dziełem Luigiego Paganiego i pochodzą z 1876.

### Kaplica św. Karola Boromeusza
Druga kaplica z prawej strony do 1610 była poświęcona św. Jerzemu. W roku 1610 została dedykowana św. Karolowi, gdyż był to rok jego kanonizacji. Z tego okresu pochodzi nastawa ołtarzowa przedstawiająca Ukrzyżowanie oraz Matkę Bożą i św. Jana, a także towarzyszących im św. Karola i św. Ambrożego. Marmurowe figury apostołów pochodzą z 1806.

### Kaplica Świętej Trójcy i św. Grzegorza Barbarigo
Jest to trzecia kaplica z prawej strony nawy.
Udokumentowane jest istnienie kaplicy katedralnej dedykowanej Świętej Trójcy już w X w. Obecna pochodzi jednak z 1750 i jest dziełem Giovanniego Battisty Moroniego, który wykonał ją na podstawie projektów Nicola Salviego. W 1762 dedykowano ją dodatkowo św. Grzegorzowi Barbarigo. Nastawa ołtarzowa, której autorem jest Nicola La Piccola, przedstawia św. Karola Boromeusza i św. Grzegorza Barbarigo adorujących Trójcę Świętą. Statuy apostołów Jakuba Młodszego i Starszego wykonali w 1783 Sante i Gelpino Caligari. Antependium ołtarza, ozdobione reliefami z brązu, chroni relikwie przeniesione tutaj z nieistniejącego już kościoła św. Kasjana.

### Kaplica św. Katarzyny Aleksandryjskiej i św. Hieronima
Jest to pierwsza kaplica z lewej strony nawy. Obecny ołtarz, wykonany przez Bartolomeo Manniego na podstawie projektu Filippo Alessandriego, pochodzi z 1756. Nastawa ołtarzowa przedstawia Maryję z Dzieciątkiem w chwale ze świętymi Katarzyną i Hieronimem niosącymi swe atrybuty. Jest ona autorstwa Giovanniego Moroniego i pochodzi z 1576. Postacie z marmuru karraryjskiego przedstawiające apostołów Tomasza i Bartłomieja pochodzą z 1875, a ich autorem jest Francesco Barzaghi.

### Kaplica Krucyfiksu
Druga kaplica po lewej stronie nazywana jest Kaplicą Krucyfiksu, gdyż przechowywany jest tam tzw. Krucyfiks z Rosate, pochodzący z 1810 i uważany za cudowny. Ołtarz wykonał Giovanni Moroni, a całość jest dziełem Costantino Gallizioliego i Bartolomeo Manniego.

### Kaplica świętych Piotra i Pawła

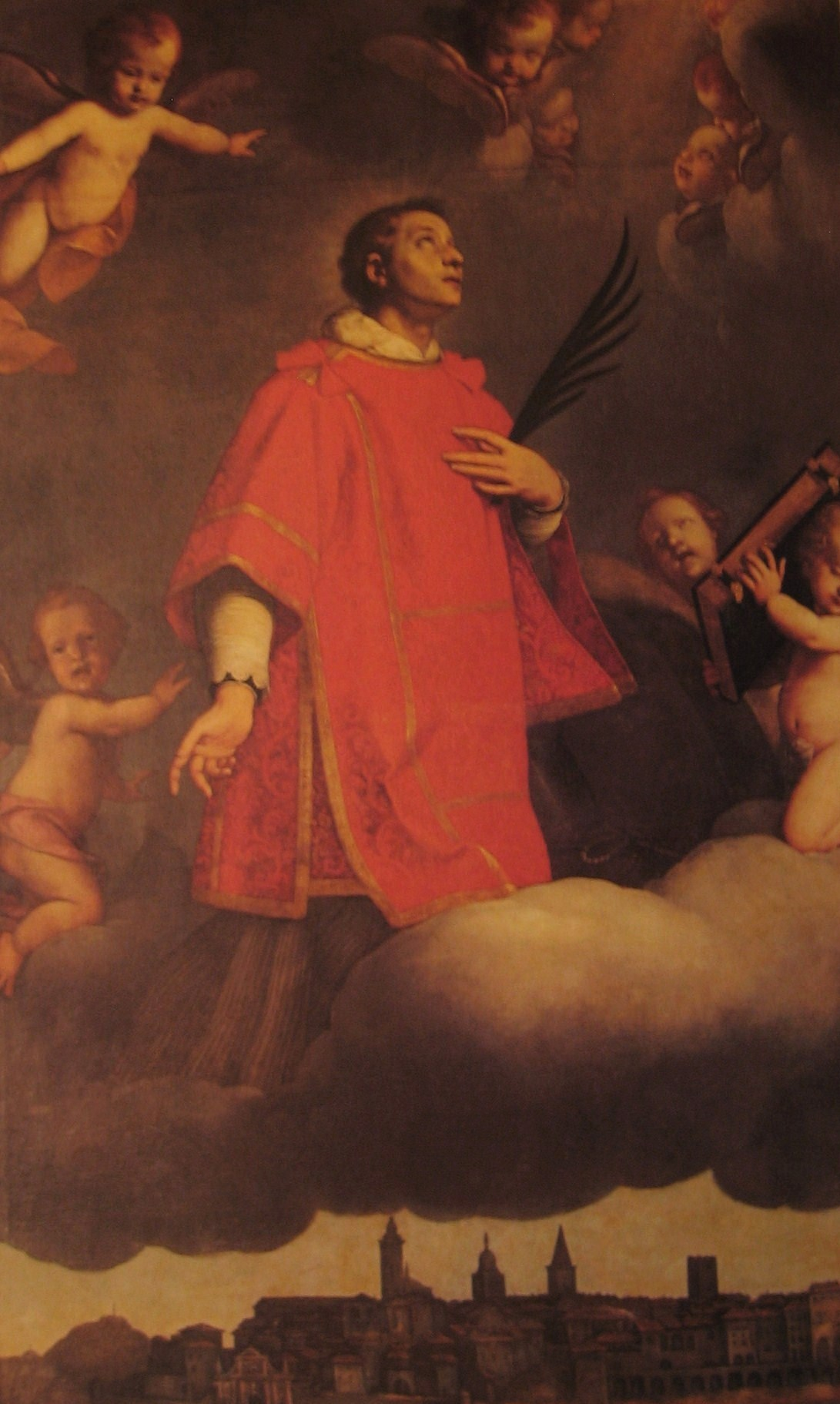
C. Ceresa, Św. Wincenty w chwale strzegący miasta

Jest to trzecia kaplica z lewej strony, naprzeciwko kaplicy Trójcy Świętej. Ołtarz jest wykonany na podstawie projektu Nicoli Salviego. Kaplica została dedykowana świętym apostołom w 1793. Nastawa, przedstawiająca świętych Piotra i Pawła przekazujących św. Barnabie ewangelizację Bergamo w obecności Maryi, obfituje w odniesienia symboliczne. Marmurowe postacie apostołów Jana i Judy Tadeusza są dziełem Giovanniego Sanza.

### Kaplica św. Wincentego i św. Jana XXIII
Po minięciu transeptu, po prawej stronie znaleźć można wejście do Kaplicy św. Wincentego, pierwszego patrona kościoła. W 1689 kapituła wyraziła wolę poświęcenia jednej z kaplic św. Wincentemu. W tym celu została wykorzystana nastawa ołtarzowa Św. Wincenty w chwale strzegący miasta autorstwa Carlo Ceresy z połowy XVII w. Malowidło jest ciekawe z historycznego punktu widzenia, ponieważ przedstawia panoramę Bergamo z tamtych lat. Ołtarz został zaprojektowany przez kanonika i architekta Marco Alessandriego, a wykonany przez Bartolomeo Manniego w 1703. Z 1705 pochodzi wiszący w kaplicy obraz anonimowego autora, przedstawiający męczeństwo świętego, a z 1766 pochodzą stacje drogi krzyżowej, rozmieszczone na ścianach.
Od 2000 kaplica jest także poświęcona św. Janowi XXIII. Znajdują się tam relikwie papieża z Bergamo: trumna, w której było złożone jego ciało, tiara i inne przedmioty używane przez świętego. Znajduje się tam również rzeźba z brązu przedstawiająca papieża, pochodząca z 1988, będąca dziełem Alessandro Verdiego.